# Marie-Edmond Höner
Pour les articles homonymes, voir Höner.
Marie-Edmond Höner, né à Nancy le 16 février 1849 et mort à Paris le 13 septembre 1919, est un peintre, maître-verrier, illustrateur et lithographe français.

## Biographie
Fils de François-Joseph Höner (?-1896), maître-verrier, qui fonda à Nancy en 1847 la maison Höner, Marie-Edmond Höner entre à l'école des beaux-arts de cette ville et a pour maître Charles Sellier. En juillet 1870, il s'engage dans le conflit Franco-prussien, est blessé puis fait prisonnier. Libéré, il travaille dans l'entreprise familiale et ouvre une filiale de cristallerie à Bar-sur-Seine (revendue en 1884), avant de partir pour Paris où il reçoit l'enseignement d'Edmond Yon et du graveur et lithographe Paul Maurou. 
Au début de sa carrière, il livre quelques dessins au Grelot (1875) et à La Vie populaire (1888). Délaissant le bois et le verre, Höner va produire de nombreuses lithographies toute sa vie durant, avec une prédilection pour les imageries liées au Premier Empire, dans la lignée d'un Charlet ; il compose aussi quelques peintures et aquarelles (portraits, paysages) qu'il traduit sur la pierre ; on lui connaît en outre quelques rares eaux-fortes.
Membre du Salon des indépendants, il en fut le deuxième président de 1886 à 1888. Il commence d'exposer au Salon des artistes français en 1886, montrant des gravures originales. Devenu membre du salon, il y expose régulièrement de 1890 à 1914.
Il rejoint la Société des artistes lithographes français sans doute sous l'impulsion de son maître Paul Maurou. 
En août 1900, Höner ouvre un atelier-galerie à Lagny-sur-Marne avec la complicité d'Edmond Aman-Jean, Achille Sirouy, Maurou, Léon Plée, etc., où il fait école, rejoint par de jeunes artistes tels que Édouard Cortès. Il publie dans le cadre de l'Union artistique et littéraire du canton de Lagny qu'il préside un temps, la revue Lagny-artiste.
Le 5 mars 1901, il est nommé officier d'académie par le ministère de l'Industrie.

## Œuvre

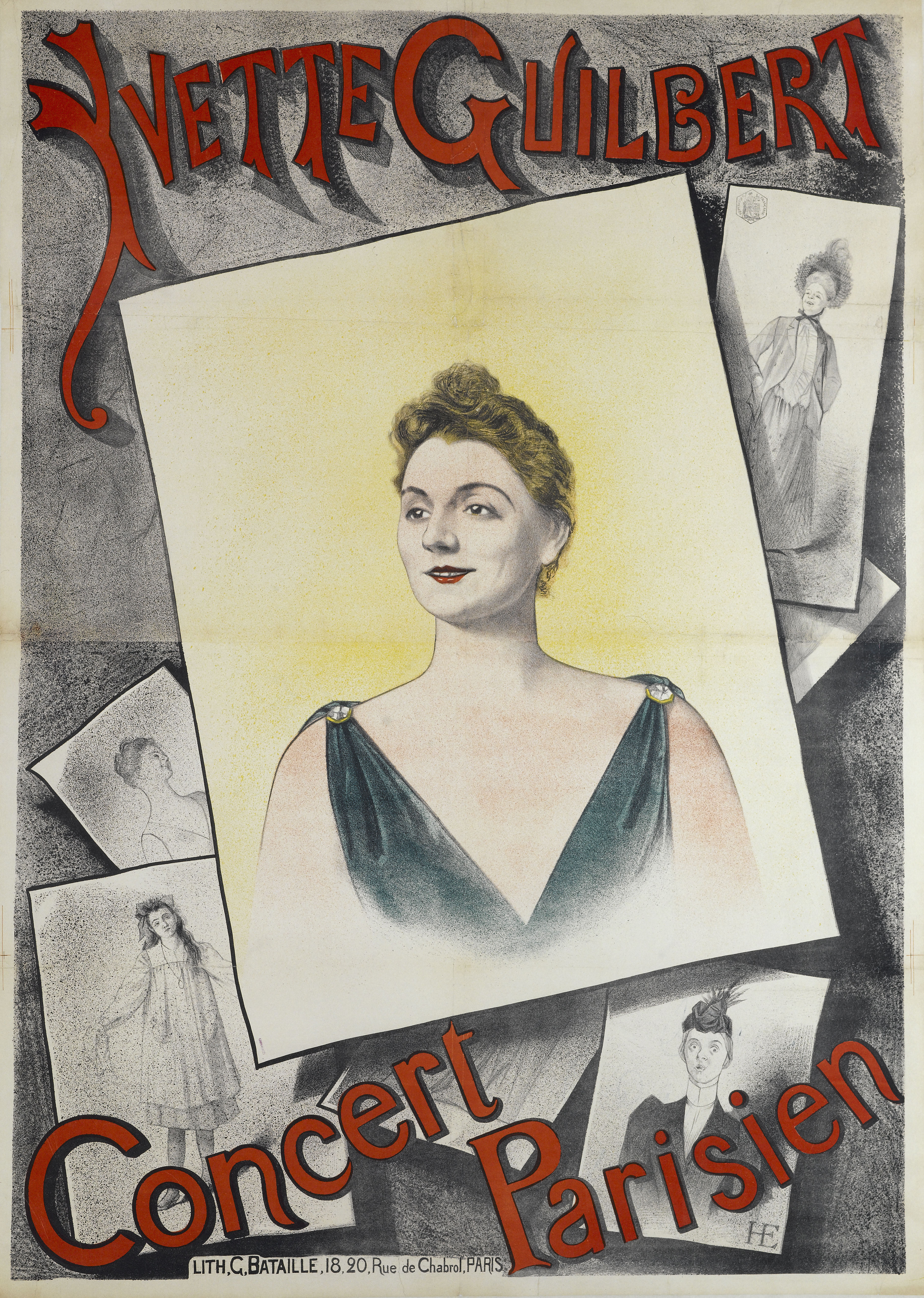
Yvette Guilbert Concert Parisien, affiche lithographiée, 1890.

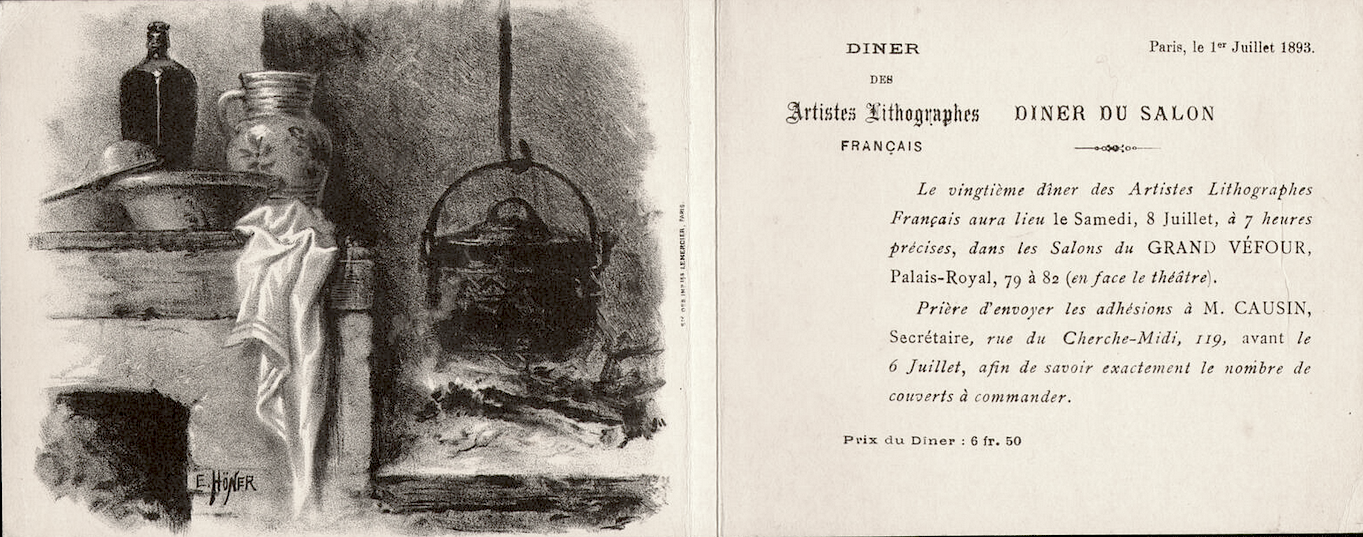
Invitation lithographiée pour le dîner de la Société des artistes lithographes français, 1893.

### Collections publiques
- Le Martyre de saint Laurent, projet de vitrail, 1877, Troyes, musée Saint-Loup.
- Méduse, lithographie, 1904, CNAP.
- La Toilette de Vénus, lithographie d'après Paul Baudry, avant 1904, CNAP.
- La Tentation de Saint Antoine, lithographie d'après Aimé Morot, avant 1904, CNAP.
- Paris, musée Carnavalet[8] :
  - Yvette Guilbert Concert parisien, affiche lithographiée, Paris, C. Bataille, 1890.
  - Victor Hugo, dessin, 1897.
  - Bonnaire tous les soirs Concert parisien, affiche lithographiée, Paris, C. Bataille, avant 1900.
  - Dîner du rouge et de bleu, dessin gravé sur bois, impr. par Eugène Delâtre, avant 1907.

### Ouvrages illustrés
Outre des partitions musicales illustrées de lithographies, on compte :
- Henri Papin, Contes Cosmopolites. La Femme qui tue. Amoureux d'une Sylphide, Une expérience du Dr. Hirsch. La Toile crevée. Blandine. Sous le Froc, préface de Bertol-Graivil, avec des eaux-fortes, éd. Léon Vanier, 1892.